# Cordylus macropholis
Espèce
Statut de conservation UICN

 LC  : Préoccupation mineure
Statut CITES
Synonymes
- Zonurus macropholis Boulenger, 1910

Cordylus macropholis est une espèce de sauriens de la famille des Cordylidae.

## Répartition
Cette espèce est endémique d'Afrique du Sud. Elle se rencontre de Yzerfontein au Cap-Occidental à Kleinzee au Cap-du-Nord.

## Publication originale
- Boulenger, 1910 : A revised list of the South African reptiles and batrachians, with synoptic tables, special reference to the specimens in the South African Museum, and descriptions of new species. Annals of the South African Museum, vol. 5, p. 455-538 (texte intégral).